# 奧斯卡·霍伊倫
奧斯卡·温特·霍伊倫（丹麥語：Oscar Winther Højlund；2005年1月4日—）是一位丹麦足球运动员，現效力德甲球隊法蘭克福。